# Le Christ s'est arrêté à Eboli
Le Christ s'est arrêté à Eboli (en italien,  Cristo si è fermato a Eboli) est un roman autobiographique de Carlo Levi publié en 1945.
Il est, avec Le Guépard, l'un des deux romans italiens ayant connu le plus grand succès critique et commercial au XXe siècle[réf. nécessaire]. Il est traduit en 37 langues. Francesco Rossi l'adapte au cinéma en 1979.

## Résumé
Jeune médecin de la bourgeoisie turinoise, Levi décrit la misère qu'il a vue dans le Mezzogiorno des années 1930. Là-bas, la malaria décime la population, qui vit déjà dans une misère absolue. Levi montre la région abandonnée et le mode de vie de ses habitants, leurs coutumes, leurs croyances. Il donne à la littérature italienne certaines de ses plus belles pages[réf. nécessaire].

## Genèse

### Titre
« Non siamo cristiani. Cristo si è fermato a Eboli » ( « Nous ne sommes pas chrétiens (...) »). C'est à cette expression du désespoir des paysans de Lucanie, la Basilicate d'aujourd'hui, que le livre doit son titre.

### Écriture

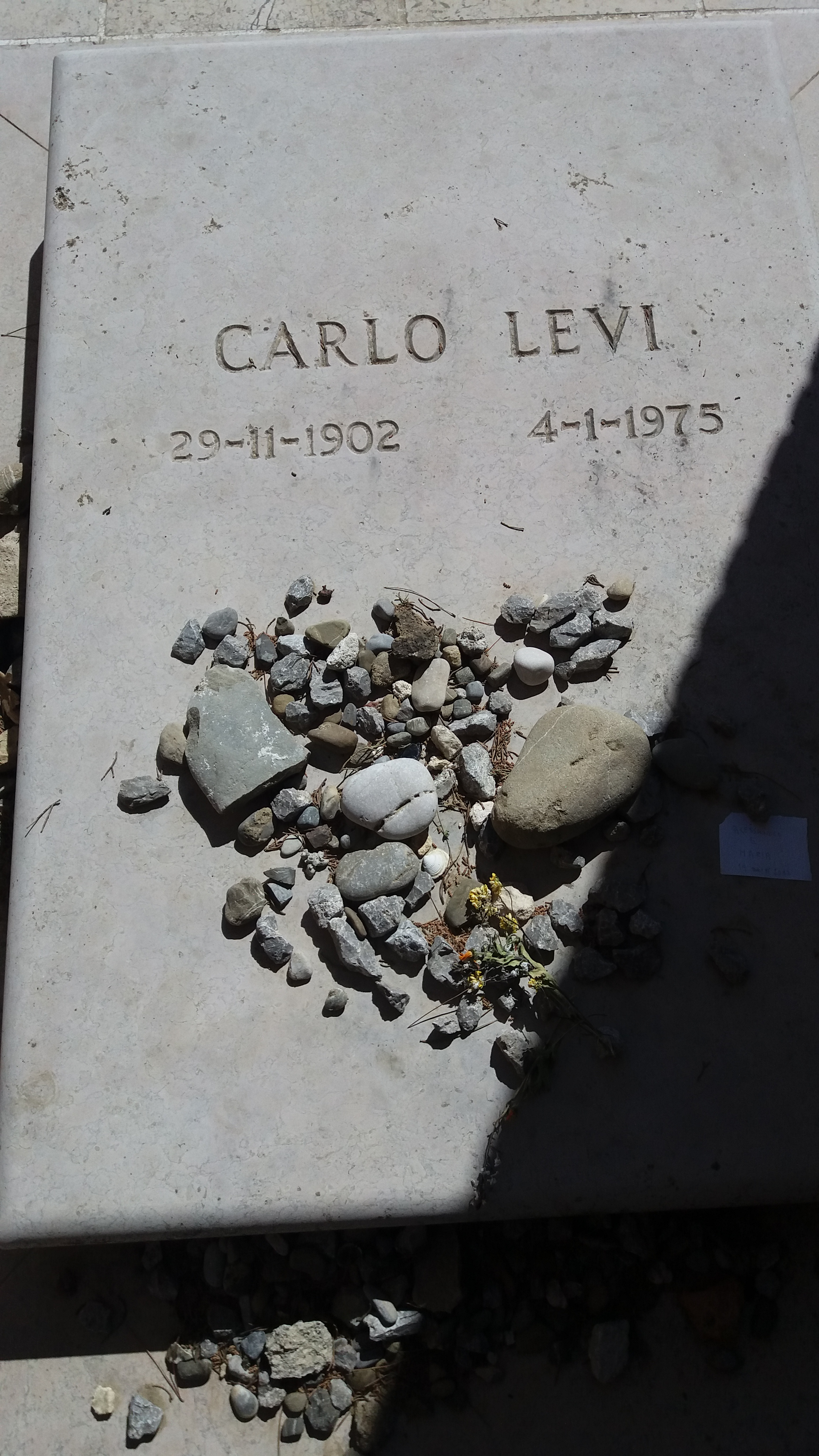
Tombe de Carlo Levi à Aliano.

Comme de nombreux antifascistes, Levi a été assigné à résidence en 1935. Il est alors membre du mouvement Giustizia e Libertà.
Exilé par les autorités fascistes dans une région « reculée », la Basilicate, alors appelée "Lucanie", il est d'abord placé à Grassano puis transféré à Aliano (appelée Gagliano dans le roman). C'est un intellectuel septentrional, un medecin juif turinois qui arrive là.
L'écriture du roman, dans les années 1943-1944, provoque un contraste avec des événements qui ont lieu en 1935-1936, avec un contexte différent[pas clair] : celui de la chute du régime fasciste et l'essor de la volonté d'un changement politique dans la péninsule. Toutefois, il ne s'agit pas d'une écriture a posteriori des événements vécus mais l'aboutissement d'un long travail d'élaboration. Levi structure son livre pour mettre en avant tout particulièrement les différents problèmes qui touchent les régions du Sud du pays.
Aujourd'hui encore, on peut voir dans cette même ville[Où ?], la maison où Levi a vécu, certaines de ses œuvres picturales et sa sépulture.

## Analyse

### Sur la question méridionale
Le livre eut une importance considérable pour évoquer la situation médicale des régions méridionales. Lévi étant médecin, il a pendant son exil pratiqué ce métier pour pallier la réticence des habitants hostiles aux médecins locaux que Levi décrit, comme le fait remarquer Jean Théodoridès, soit comme étant dépourvu de toutes compétences, soit comme ayant perdu tous les enseignements qu'ils ont reçus au fil des années,. De nombreuses maladies touchent les habitants de cette région et parfois de façon fatale comme l'évoque la sœur de l'auteur en ce qui concerne les habitants de Matera, résidant alors dans les sassi,. Levi dresse un portrait de la vie des habitants de la région à la fois à travers leurs coutumes, leurs superstitions ou encore leurs croyances d'une part, et les conséquences des politiques fascistes d'autre part. Pour autant, Levi ne fait pas de différence entre la culture et la politique. La rédaction de ce livre a un objectif clair, il ne ressemble ni à un documentaire ni à un roman vériste, il s'agit d'une œuvre engagée et qui a pour but de mettre au jour les situations de vies dans le sud du pays et ainsi apporter des solutions.
La question méridionale est une antienne dans l'Italie contemporaine et est successivement analysée tant par les tenant de l'Italie libérale, tant par les socialistes avec des explications socio-économique. Pour Marco Brunazzi de l'Istituto Salvemini, Levi ne se contente pas de tenir ce genre d'analyse mais de considérer la Lucanie qu'il visite comme un « autre » pays

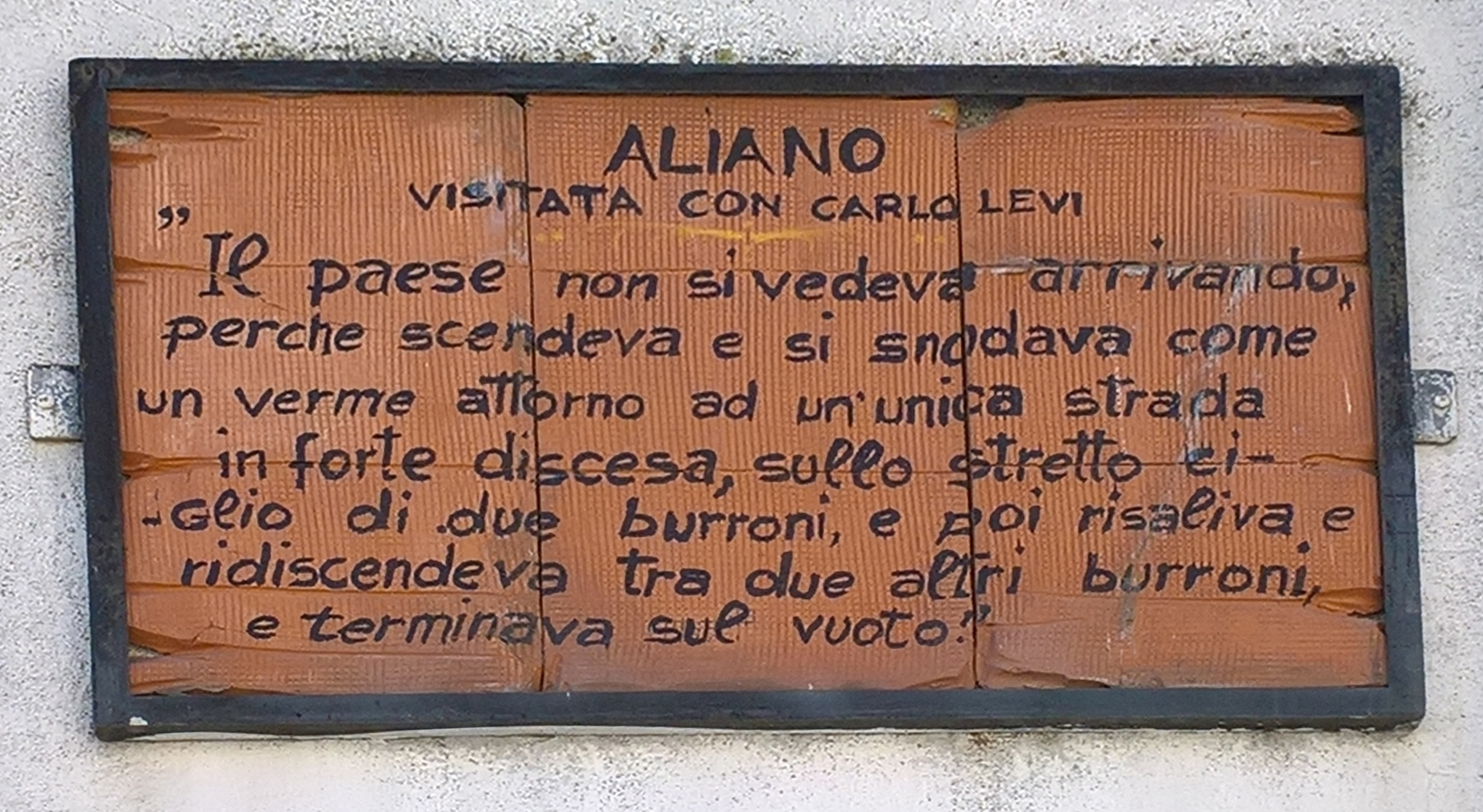

#### Magie et superstitions
Au sein de cette description de la campagne méridionale, Levi effectue un travail anthropologique. Parmi les nombreuses descriptions du folklore et des conditions de vie des habitants, une large partie est destinée à la pratique de ce que l'on pourrait appeler de la « magie » par les habitants de Gagliano,. L'intérêt pour cet aspect de la vie des paysans attire Levi qui souhaite en savoir davantage sur ces pratiques « païennes ». Ainsi, même le chien de l'auteur paraît dans le roman comme étant un être spécial auprès des habitants, ce qui découle sur l'auteur qui le décrit comme tel,. Plus loin, il décrit une femme, Giulia, qui déclare avoir une certaine connaissance sur les sciences de la magie, comme une « strega »,,. Cette dernière lui racontant des histoires fantastiques et faisant des allusions à un monde surnaturel, l'insertion de ces faits peut montrer la volonté des méridionaux de s'évader de leurs conditions par ce biais.
Cet aspect de la magie, que l'on peut rattacher à de la superstition est aussi présente dans le domaine de la médecine où intervient Carlo Levi. Ainsi, les patients de l'écrivain utilisent des pratiques comme l'insertion de pièces sous la peau pour se protéger de maladies. D'abord cachées au médecin, ces pratiques sont acceptées par l'auteur qui comprend l'intérêt de telles pratiques pour les habitants,.

### Style
Une particularité de l'œuvre tient à la description choisie qui se fait toujours sous des formes légères comme la comédie pour évoquer des problèmes dramatiques. Aussi, l'écriture ayant eu lieu huit ans après les faits, les différents épisodes du roman sont adaptées pour mieux mettre en lumière les problèmes que rencontrent les habitants.

### Sur l'œuvre de l'auteur
Ce livre de Carlo Levi s'inscrit dans les différentes œuvres qu'il a publiées à la même époque, et notamment La Peur de la liberté (Paura della libertà), écrit quelques années plus tôt. L'influence de Piero Gobetti sur Carlo Levi se fait sentir dans le style d'écriture .

## Réception
« Il discorso di Carlo Levi si diparte da questo nucleo, cercando di fissare i nodi, i punti di passaggio, da quel mondo alla storia. Perché è in quel mondo tenuto finora fuori dalla storia che Carlo Levi vede una potenziale forza storica determinante. »
« Le discours de Carlo Levi se démarque [de la situation de l'homme situé dans un monde étranger] en cherchant à fixer les points entre eux, à trouver les points de passage, de ce monde à l'histoire. Parce que c'est dans ce monde, alors tenu hors de l'histoire que Carlo Levi voit une potentielle force historique déterminante. »
— Italo Calvino, « Galleria », 3-6, pp. 237-240.
La réception et le succès du livre de Levi en Italie doit en partie être contextualisé. Le livre sort en effet en septembre 1945 dans une Italie qui sort de la guerre et qui n'est plus sous le pouvoir fasciste mais doit recréer un système politique. Giorgio Pullini, dans son étude sur la littérature italienne d'après-guerre, en 1965, décrit le livre comme un « cas littéraire » qui pouvait faire partie d'un élément d'avant-garde,. La sortie de ce livre, qui n'aurait pas pu sortir pendant le ventennio, marque un renouveau pour la littérature italienne.

## Éditions
- (it) Carlo Levi (préf. Jean-Paul Sartre et Italo Calvino), Cristo si è fermato a Eboli, Einaudi Editore, 2014 (dernière) (1re éd. 1945), 272 p. (ISBN 9788806219345)
  - Traductions en français:
    - Le Christ s'est arrêté à Éboli (trad. Jeanne Modigliani), Paris, Gallimard, coll. « Du monde entier », 30 juillet 1948, 248 p. (ISBN 2070239276)
    - Le Christ s'est arrêté à Éboli (trad. Jeanne Modigliani), Paris, Gallimard, coll. « Folio », 24 juin 1977, 248 p. (ISBN 2070239276)

## Adaptation
- 1979 : Le Christ s'est arrêté à Eboli, film franco-italien réalisé par Francesco Rosi, d'après le roman éponyme, avec Gian Maria Volonté, Lea Massari, Alain Cuny et Irène Papas.